# Décollage par moteur-fusée

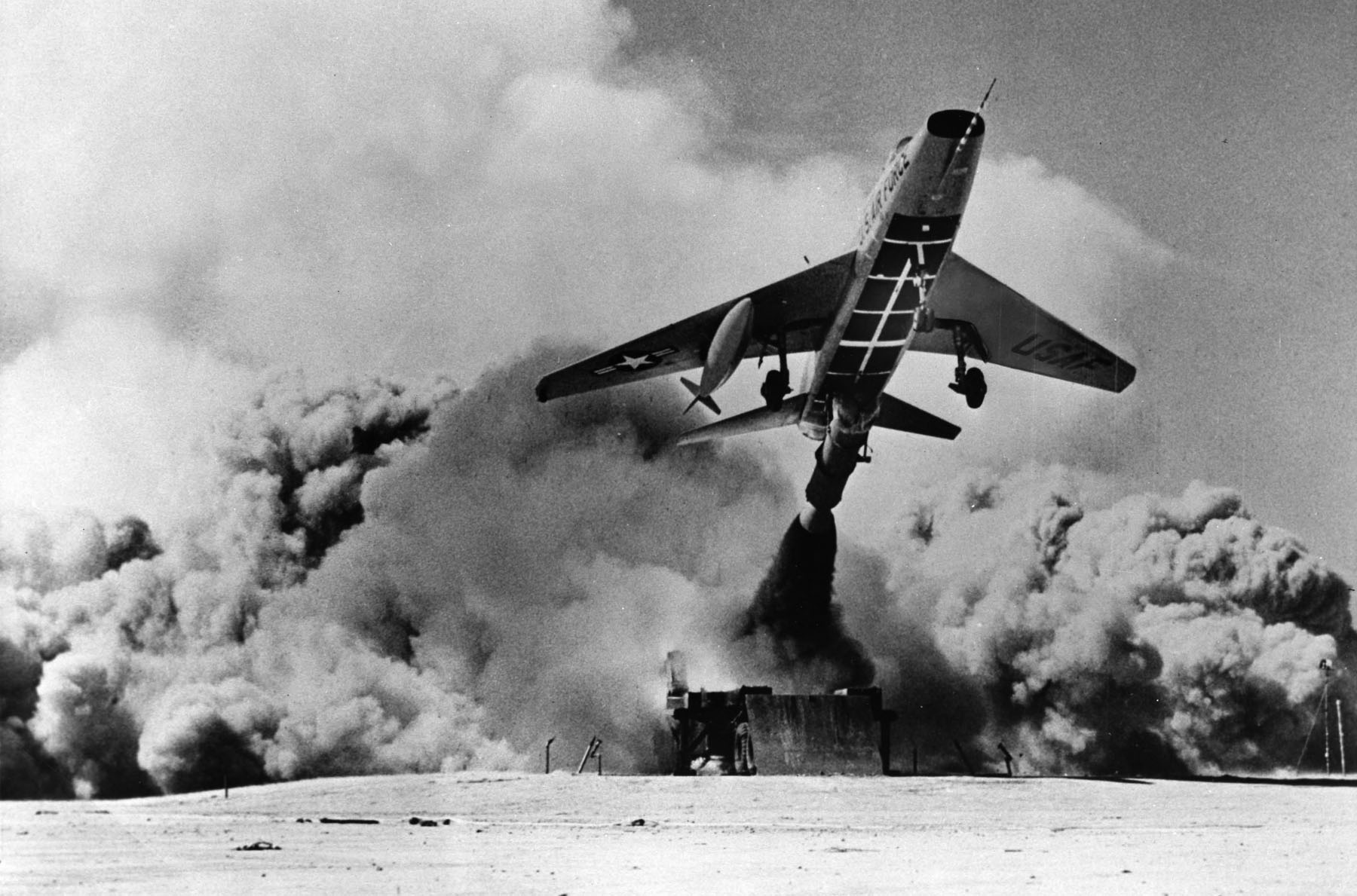
Un F-100D Super Sabre de l'US Air Force utilisant un système ZLTO.

Le « zero-length launch system », ou « zero-length take-off system » (abrégé en ZLL, ZLTO, ZEL, ZELL), en français : « système de lancement zéro distance », était un système dans lequel un chasseur à réaction devait être placé sur une fusée installée sur une plateforme de lancement mobile. La plupart des expérimentations de ce système prirent place au cours des années 1950, pendant la guerre froide.

## Histoire
Dès les débuts de la guerre froide, il devint évident, aux yeux des militaires, que les pistes d'aviation étaient des infrastructures très vulnérables, et de nombreuses études furent menées pour tenter de trouver un moyen de faire décoller un avion en se passant d'une piste, jusqu'alors considérée comme inévitable pour les opérations aériennes. Ces recherches menèrent à l'apparition de concepts parfois étranges ou dangereux, tels les tail-sitters, également surnommés « avions Pogos », en référence aux célèbres bâtons sauteurs de loisir (« Pogo stick », en anglais). Toutefois, l'idée d'utiliser un avion pouvant décoller verticalement et revenant se poser sur sa queue n’attira pas un enthousiasme débordant de la part des décideurs et des pilotes, et sa dangerosité à l'emploi lors des tests mit rapidement un terme à cette idée. L'autre idée était de poser l'avion sur un gros moteur-fusée, catapultant celui-ci rapidement dans les airs à partir d'une rampe de lancement mobile, un peu à la manière d'un gros missile sol-air, mais avec un pilote à bord. Le principe du ZELL était né.
L'avantage principal d'un système de lancement dit « zéro distance » (ou « zéro longueur »), était l'élimination du besoin d'utiliser une longue piste pour faire décoller les avions. Dans l'éventualité d'une attaque soudaine, les forces aériennes pouvaient mettre en place des défenses efficaces et lancer des attaques aériennes même en ayant leurs propres infrastructures et bases aériennes détruites. Toutefois, bien que le lancement d'avions grâce à des accélérateurs à moteur-fusée se soit montré plutôt efficace et ne pose pas de gros problèmes, si les avions avaient dû revenir et atterrir à la même base, une piste aurait toujours été nécessaire. Les grosses plateformes de lancement mobiles se montrèrent également chères à l'emploi et difficiles à transporter. La sécurité aurait également été un problème avec ces engins, en particulier si les avions lancés avaient dû emporter des armes nucléaires.
L'US Air Force, la Luftwaffe et la VVS soviétique menèrent toutes des expérimentations dans les lancements ne nécessitant pas de piste. Le premier avion piloté à être lancé par le procédé ZELL fut un F-84G, en 1955. L'intérêt principal des Soviétiques dans le système ZELL fut la possibilité d'installer des systèmes de défense ponctuelle des terrains d'aviation et des lieux à forte valeur stratégique en utilisant des MiG-19. Les essais américains avec le F-84 débutèrent avec l'utilisation de l'accélérateur à propergol solide de 240 kN de poussée du missile de croisière MGM-1 Matador, qui brûlait son carburant pendant une poignée de secondes après l'allumage puis était détaché de l'avion une ou deux secondes plus tard. Le F-100 Super Sabre et le MiG-19/SM-30 Farmer, de masses plus importantes, employaient le même système mais avec des moteurs de plus forte puissance, de la classe des 600 kN de poussée (le SM-30 employait le booster PRD-22R, de conception soviétique).
Tous les travaux concernant la technique des lancements ZELL furent abandonnés, en raison d'inquiétudes concernant la logistique, mais surtout à cause de l'avancée rapide de la technologie des missiles guidés, dont l'efficacité s'améliorait rapidement.

## Le cas duNatter
Vers la fin de la Seconde Guerre mondiale, l'Allemagne nazie mit au point de nombreux projets d'avions visant à tenter de contrer l'avancée des Alliés sur le territoire allemand. La plupart de ces projets semblaient plus exister grâce à l'énergie du désespoir que grâce à des études poussées, mais certains entrèrent tout de même en service, bien qu'en nombre très limité.
Parmi ceux-ci, le Ba 349 Natter était un avion dont le lancement était effectué à la verticale, grâce à une rampe et des moteurs-fusées. Toutefois, une fois sa — courte — mission achevée, il se séparait en deux parties et le pilote revenait au sol suspendu à des parachutes. L'avion se révéla extrêmement dangereux (il causa la mort de son pilote lors de son premier vol) et n'effectua aucune mission de combat réelle.

## De nos jours
Le désir d'employer des avions de combat sans dépendre de pistes vulnérables motiva également la conception et le développement d'avions capables de décollages et atterrissages courts (ADAC) ou verticaux (ADAV).
Des exemples de ces avions incluent le Harrier britannique et le Yak-38 Forger soviétique, tous deux entrés en service dans leurs pays respectifs. Les États-Unis ont également utilisé une version modernisée du Harrier, et mis au point un prototype à décollages courts du F-15 Eagle, le F-15 STOL/MTD.
Actuellement (2025), les deux seuls ADAV en service actif sont le Lockheed Martin F-35 Lightning II et le McDonnell Douglas AV-8B Harrier II.

## Avions utilisés pour les tests de la technologie ZELL

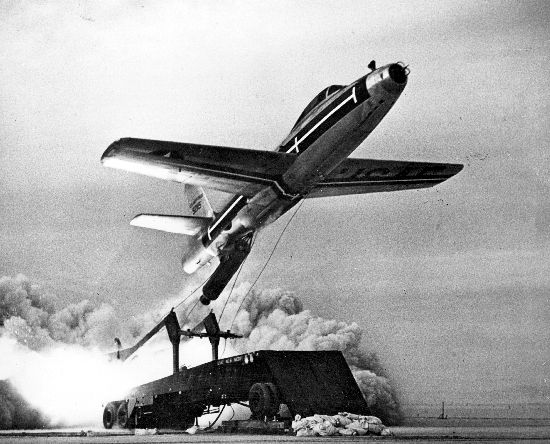
Un F-84 pendant des essais de lancement ZELL.

- Republic F-84G Thunderjet
- North American F-100D Super Sabre
- Lockheed F-104 Starfighter
- Mikoyan-Gourevich MiG-19/SM-30 Farmer
- North American XF-108 Rapier - (programme annulé)
- Avro Canada CF-105 Arrow - (programme annulé)